# Biegi narciarskie na Mistrzostwach Świata w Narciarstwie Klasycznym 2001 – sztafeta kobiet
Sztafeta kobiet na 4x5 km – jedna z konkurencji rozgrywanych w ramach biegów narciarskich na Mistrzostwach Świata w Narciarstwie Klasycznym 2001; zawody odbyły się 23 lutego 2001 roku. Tytuł sprzed dwóch lat obroniła reprezentacja Rosji, startująca w składzie: Olga Daniłowa, Łarisa Łazutina, Julija Czepałowa i Nina Gawriluk. Drugie miejsce zajęły Norweżki: Anita Moen, Bente Skari, Elin Nilsen oraz Hilde Gjermundshaug Pedersen, a brązowy medal zdobyły Włoszki: Gabriella Paruzzi, Sabina Valbusa, Cristina Paluselli i Stefania Belmondo.

## Rezultaty
| Miejsce | Państwo           | Zawodniczki                                                            | Czas                                    | Strata    |
| ------- | ----------------- | ---------------------------------------------------------------------- | --------------------------------------- | --------- |
| 01 !    | Rosja             | Olga Daniłowa Łarisa Łazutina Julija Czepałowa Nina Gawriluk           | 53:01,6 13:21,2 13:27,1 12:33,6 13:39,7 | –         |
| 02 !    | Norwegia          | Anita Moen Bente Skari Elin Nilsen Hilde Gjermundshaug Pedersen        | 54:01,9 13:42,9 13:10,2 13:42,6 13:26,2 | +1:00,3   |
| 03 !    | Włochy            | Gabriella Paruzzi Sabina Valbusa Cristina Paluselli Stefania Belmondo  | 54:23,3 13:53,7 13:43,3 13:33,7 13:12,6 | +1:21,7   |
| 4       | Niemcy            | Viola Bauer Manuela Henkel Claudia Künzel Evi Sachenbacher             | 55:44,5 14:00,8 13:33,5 14:17,1 13:53,1 | +2:42,9   |
| 5       | Szwecja           | Carin Holmberg Elin Ek Mariana Handler Jenny Olsson                    | 55:47,0 14:11,1 13:42,4 13:50,1 14:03,4 | +2:45,4   |
| 6       | Kanada            | Beckie Scott Milaine Thériault Jaime Fortier Sara Renner               | 55:47,4 13:45,2 13:55,9 13:52,7 14:13,6 | +2:45,8   |
| 7       | Szwajcaria        | Andrea Huber Laurence Rochat Natascia Leonardi-Cortesi Seraina Mischol | 56:18,5 13:54,6 14:19,6 13:36,5 14:27,8 | +3:16,9   |
| 8       | Czechy            | Jana Saldová Kamila Rajdlová Helena Balatková Zuzana Kocumová          | 56:18,6 14:42,4 13:59,3 13:53,5 13:43,4 | +3:17,0   |
| 9       | Kazachstan        | Swietłana Dieszewych Swietłana Szyszkina Jelena Kołomina Oksana Jacka  | 57:06,9 14:33,9 14:03,0 13:55,6 14:34,4 | +4:05,3   |
| 10      | Ukraina           | Maryna Pestriakowa Ołena Hajasowa Tetiana Tsomko Iryna Terela          | 57:37,1 14:23,0 14:18,1 14:51,9 14:04,1 | +4:35,5   |
| 11      | Słowenia          | Ines Hizar Petra Majdič Nataša Lačen Andreja Mali                      | 57:40,4 15:08,7 13:48,6 14:02,7 14:40,4 | +4:38,8   |
| 12      | Stany Zjednoczone | Wendy Kay Wagner Tessa Benoit Barbara Jones Kikkan Randall             | 58:25,0 14:10,7 15:05,8 14:05,8 15:02,7 | +5:23,4   |
| 13      | Japonia           | Sumiko Yokoyama Kanoko Gotō Fumiko Aoki Chizuru Soneta                 | 58:45,1 15:00,9 14:06,5 14:25,9 15:11,8 | +5:43,5   |
| 14      | Białoruś          | Alena Michajłowa Iryna Skripnik Natalla Swirydawa Ludmiła Karolik      | 59:02,5 15:20,0 14:35,3 14:36,1 14:31,1 | +6:00,9   |
| –       | Finlandia         | Virpi Kuitunen Milla Jauho Kaisa Varis Pirjo Manninen                  | DSQ 0                                   | +9:59,9 ! |